# Pandemia de COVID-19 en Maranhão
El primer caso de la pandemia de enfermedad por coronavirus en Maranhão, estado de Brasil, inició el 20 de marzo de 2020. Hay 114.585 caso confirmados y 2.943 fallecidos.

## Cronología
El 20 de marzo se confirma el primer caso en São Luís, capital de Maranhão, que retornaba de São Paulo.
El 29 de marzo se confirma la primera muerte en São Luís, se trataba de un hombre de 49 años, con historial hospitalario de hipertensión.

## Registro
Lista de municipios de Maranhão con casos confirmados:
| Posición | Municipio           | N.º casos | N.º muertes |
| -------- | ------------------- | --------- | ----------- |
| 1        | São Luís            | 2.671     | 166         |
| 2        | São José de Ribamar | 205       | 8           |
| 3        | Imperatriz          | 136       | 6           |
| 4        | Passo do Luminar    | 102       | 6           |
| 5        | Bacabal             | 34        | 1           |
| 6        | Santa Rita          | 25        | 1           |
| 7        | Chapadinha          | 19        | 0           |
| 8        | Açailândia          | 18        | 0           |
| 9        | Caxias              | 18        | 0           |
| 10       | Timon               | 16        | 0           |
| 11       | Arari               | 14        | 1           |
| 11       | Raposa              | 13        | 2           |
| 12       | Santa Inês          | 12        | 0           |
| 13       | Trizidela do Vale   | 11        | 0           |
| 14       | Rosário             | 10        | 0           |
| 15       | Bacabeira           | 9         | 1           |